# غيلبرت أشتون
غيلبرت أشتون (27 سبتمبر 1896 في المملكة المتحدة - 6 فبراير 1981 في المملكة المتحدة) (بالإنجليزية: Gilbert Ashton)‏ هو لاعب كريكت بريطاني (وحمل سابقاً جنسية المملكة المتحدة لبريطانيا العظمى وأيرلندا). لعب مع نادي مقاطعة ورسسترشاير للكريكيت ‏ ونادي جامعة كامبريدج للكريكيت ‏.

## وصلات خارجية
- غيلبرت أشتون على موقع إي آس بي آن كريك إنفو (الإنجليزية)